# ニトロソプミルス・マリティムス
ニトロソプミルス・マリティムス（Nitrosopumilus maritimus）は、2005年に水族館から分離されたアンモニア酸化タウム古細菌。タウム古細菌としては最も早く培養に成功した。
従来古細菌は極限環境にのみに分布すると考えられてきたが、1992年に海洋からクレンアーキオータに属すと考えられる16S rRNA配列が検出され、marine archaeal group 1などと呼ばれた。しかしこのグループは分離が困難で、1996年に海綿に共生する"Cenarchaeum symbiosum"が発見されたものの、あまり研究は進まず、その生態は謎に包まれていた。
その中で、Nitrosopumilus maritimusは2005年にシアトル水族館の海洋性熱帯魚の水槽から単離された。形態や16S rRNA配列から前述のmarine archaeal group 1に属すと考えられている。少なくともアンモニアを酸化して独立栄養的に生育することができると見られている。近縁の古細菌のDNAは土壌からも検出される上、検出量はアンモニアを酸化する細菌の10-100倍にも達すことがあり、窒素循環で重要な地位を占めている可能性がある。同様の亜硝酸古細菌（ただし好熱菌）が、2007年( "Nitrososphaera gargensis" )と、2008年( "Nitrosocaldus yellowstonii" )に発見されている。
形態は0.5×0.2×0.2 μm程の大きさを持つ桿菌。学名のNitrosopumilus maritimus（ニトロソプーミルス・マリティムス）は、「海の、亜硝酸を作る小人」といった意味を帯びる。
ゲノムは2007年に解読が終了。ゲノムサイズは、164万5259塩基対、ORFは1795箇所。2017年に記載された。